# Eupithecia ferrisparsata
Eupithecia ferrisparsata là một loài bướm đêm trong họ Geometridae.